# Onychomyrmex doddi
Onychomyrmex doddi es una especie de hormiga del género Onychomyrmex, familia Formicidae. Fue descrita científicamente por Wheeler en 1916.
Se distribuye por Australia. Se ha encontrado a elevaciones de hasta 760 metros. Frecuenta la selva tropical.